# Ou Est Le Swimming Pool
ウ・エ・ル・スイミング・プール（Où Est Le Swimming Pool）は、イギリス・ロンドンはカムデンで2009年に結成されたシンセポップ・バンド。同年、ファースト・シングル「Dance the Way I Feel」でデビュー。
2009年にグラストンベリー・フェスティバルやベスティバルといったイギリスの音楽フェスに出演を果たした後、2010年5月にはエレクトロポップ・デュオ、ラ・ルーのイギリス国内ツアーのサポートアクトを務め、徐々に知名度を上げていった。
2010年8月、バンドはベルギーの音楽フェス、プッケルポップに出演した。彼らのショーが終わった後、ボーカルのチャールズ・ハッドン（22歳）は関係者駐車場内にあった電波塔から飛び降りて死亡した。死後、彼の突然の自殺には、ショーの最中に起こった事故が関係していたのではないかという説が一部報道された。
プッケルポップでのライブ終盤、ハッドンは観客の中に飛び込んでクラウド・サーフィングパフォーマンスを試みた。しかし観客は彼を受けとめることができず落下。その際に少女が下敷きとなって救急搬送されるという事件が起こった。ライブ後、彼は責任を感じて落ち込んでいたという。しかし彼亡き後、自殺の真相は闇の中である。
当初、2010年8月にリリースする予定であったデビュー・アルバム『The Golden Year』は発売延期となっていたが、同年10月に新曲2曲を加えて発売された。

## ディスコグラフィ

### アルバム
- The Golden Year (2010年、Cherry Pie)

### シングル
- "Dance the Way I Feel" (2009年)
- "These New Knights" (2010年)
- "Jackson's Last Stand" (2010年)
- "The Key" (2010年)